# Taoyateduta
Taoyateduta, Mały Kruk (ur. ok. 1810 lub 1820 w Kaposii, zm. 3 lipca 1863 w Minnesocie) – wódz Dakotów-Mdewakantonów zamieszkujących Minnesotę. Jeden z wodzów, którzy podpisali w 1851 r. traktat z rządem USA, w którym Indianie zrzekli się 90% swoich ziem i zostali stłoczeni wzdłuż rzeki Minnesota. Wchodził w skład delegacji Indian, która przebywała w Waszyngtonie. Tam przekonał się o sile białych i bezsensowności walki z nimi. Za wszelką cenę starał się zachować pokój.

## Imię
„Mały Kruk” odpowiada francuskiemu Le Petit Corbeau, przejętemu z języka Odżibwejów, z powodu noszonej przez Taoyatedutę wysuszonej skóry kruka, w charakterze amuletu.
Wśród swoich był znany pod przynajmniej czterema imionami: Taheton Wakawa Mini „Kruk Który Poluje Idąc”, Tahatan Wakawa Mini „Jastrząb Który Poluje Idąc”, Tahetan Wakan Mani „Święty Mały Sokół Który Przychodzi Idąc”, oraz Taoyateduta lub Taoyatechata „Jego Czerwoni Ludzie”.

## Życiorys
Mały Kruk urodził się około roku 1810 lub 1820 w wiosce Kaposia (w pobliżu dzisiejszego South St. Paul), leżącej w dolinie Missisipi.
W 1862 r., gdy rząd USA nie wywiązywał się ze zobowiązań wobec Siuksów, wybuchły zamieszki, które przekształciły się w wojnę Małego Kruka. Zjednoczone odłamy Santee Dakotów pod wodzą Małego Kruka, Mankato i Wielkiego Orła bezskutecznie atakowały Fort Ridgely oraz osadę New Ulm nad Coltonwood River. W tym czasie luźne grupy Indian i młodzi wojownicy atakowali i mordowali osadników. Mały Kruk pobity przez wojsko pod Wood Lake wycofał się do kraju plemienia Brulé z grupy preriowych Teton Dakotów, stamtąd ruszył do Kanady licząc na pomoc Brytyjczyków przeciwko USA. Tymczasem Santee Dakotowie skapitulowali przed wojskiem, wydali jeńców, a wówczas wbrew wcześniejszym obietnicom zostali osądzeni i skazani. Ponad trzystu zostało skazanych na karę śmierci. Ostatecznie po odwołaniach i interwencji prezydenta Abrahama Lincolna powieszono trzydziestu ośmiu. Mały Kruk powrócił w rodzinne strony. Został zastrzelony przez osadników wracających z polowania na jelenie. Jego skalp i czaszkę wystawiono na widok publiczny w miasteczku Saint Paul. Rząd USA unieważnił wszelkie układy z Dakotami, pozbawił ich praw do ziem w Montanie. Niedobitki plemienia zostały umieszczone w rezerwacie Crow Creek w Dakocie.